# Third Stone from the Sun
Third Stone From the Sun е в огромната си част инструментална песен на The Jimi Hendrix Experience, издадена в албума "Are You Experienced?". В песента се чува провлачен диалог между Джими Хендрикс и Чаз Чандлър. Заглавието на песента е наименование за Земята, която е третата планета в Слънчевата система след Меркурий и Венера.
Идеята за самата песен и диалога в нея са вдъхновени от култовия сериал Star Trek, който е излъчван по време на записите на албума. Думата stone описва Земята от извънземна гледна точка
Частта с "You'll never hear surf music again..." е препратка към фестивала "Monterey Pop", където център на вниманието са Beach Boys и Дик Дейл — пионери в сърф музиката.